# Жуйков, Дмитрий Сергеевич
Дмитрий Сергеевич Жуйков (род. 1964) — российский государственный деятель. Заместитель министра юстиции Российской Федерации с июля 2020. 
Начальник Управления Президента Российской Федерации по обеспечению конституционных прав граждан с апреля 2004 года, заместитель председателя Комиссии по вопросам гражданства при Президенте России с апреля 2006 года. Действительный государственный советник Российской Федерации 1 класса (20 декабря 2004 года). Действительный государственный советник юстиции Российской Федерации 2 класса (26 декабря 2022 года). Заслуженный юрист Российской Федерации (2000).

## Биография
Родился 28 июня 1964 года в городе Москве. В 1990 году окончил Всесоюзный юридический заочный институт.
Трудовую деятельность начал в 1982 году секретарем районного суда Москвы. В 1982—1984 годах служил в Советской Армии.
В 1985—1990 годах — старший техник, юрисконсульт, старший юрисконсульт ряда предприятий и организаций Москвы.
В 1990—1991 годах — ведущий специалист отдела Министерства юстиции СССР.
В 1991—1993 годах — главный специалист, заведующий сектором юридического отдела аппарата Верховного Суда РСФСР.
В 1993—1994 годах — начальник юридического отдела в акционерном обществе.
В 1994—1997 годах — заместитель, первый заместитель председателя правления коммерческого банка.
В 1997—2004 годах — помощник Руководителя Администрации Президента Российской Федерации.
С апреля 2004 года — начальник Управления Президента Российской Федерации по обеспечению конституционных прав граждан.
С 1 июля 2020 — заместитель министра юстиции Российской Федерации.

## Награды
- Орден Александра Невского (22 ноября 2023 года) — за заслуги в укреплении законности, защите прав и интересов граждан, многолетнюю добросовестную работу[4].
- Орден Почёта (28 декабря 2008 года) — за активное участие в разработке миграционного законодательства Российской Федерации[5].
- Орден Дружбы (23 июня 2014 года) — за достигнутые трудовые успехи, значительный вклад в социально-экономическое развитие Российской Федерации, реализацию внешнеполитического курса Российской Федерации, заслуги в гуманитарной сфере, укреплении законности, защите прав и интересов граждан, многолетнюю добросовестную работу, активную законотворческую деятельность[6][7].
- Знак отличия «За безупречную службу» XX лет (3 апреля 2012 года) — за многолетнюю безупречную государственную службу[8]
- Заслуженный юрист Российской Федерации (28 июня 2000 года) — за заслуги в укреплении законности и добросовестную работу[9]
- Благодарность Президента Российской Федерации (21 октября 2005 года) — за многолетнюю безупречную государственную службу[10]